# چراغ گاز (نمایش)
چراغ گاز نام یک مجموعهٔ نمایشی تلویزیونی به کارگردانی «پروانه مژده» است که در سال ۱۳۷۲ تولید و از  شبکه ۲ سیمای جمهوری اسلامی ایران پخش گردید.

## خلاصه داستان
«سیدنی پاور» به طمع دستیابی به یاقوتی گرانقیمت که ارثیهٔ یک پیرزن است، او را به قتل می‌رساند؛ اما موفق به یافتن یاقوت نمی‌شود. پانزده سال بعد او همچنان به‌دنبال یاقوت است و به همین منظور، با دختری به نام «بلا» ازدواج می‌کند. بلا از گذشتهٔ شوهرش بی‌خبر است. سیدنی با نام جعلیِ «جک مینگام» و با استفاده از ثروتِ «بلا» خانهٔ پیرزن را می‌خرد و شب‌ها به جستجو در سوراخ‌سنبه‌های خانه می‌پردازد. بلا کم‌کم، از شنیدن صداهای مرموز شبانگاهی و گم شدن گاه‌و‌بی‌گاهِ اشیاء خانه دچار ترس و بدگمانی می‌شود. یک شب، هنگامی که شوهرش در خانه نیست، کارآگاهی که توسط نامزد مستخدم خانه استخدام شده است، پرده از هویت واقعی «جک» و کشته شدن پیرزن بر می‌دارد و در انتها با کمک بلا، او را به‌دستِ قانون و عدالت می‌سپارد.

## بازیگران و عوامل تولید

### بازیگران
- جمیله شیخی
- ناصر آقایی
- مهتاب نصیرپور
- میکائیل شهرستانی
- رویا فلاحی

### عوامل تولید
- کارگردان هنری: پروانه مژده
- کارگردان تلویزیونی: ساسان امیرپور
- نویسنده: پاتریک هملیتون
- تصویربرداران: مرتضی نجفی، اکبر عنبری، منوچهر خطیبی
- موسیقی: انتخابی
- تهیه‌کننده: علی‌اصغر آزادی
- فرمت تصویر: ویدئویی
- مدت زمان: ۱۹۲ دقیقه
- تعداد قسمت‌ها: ۴ قسمت
- محصول: گروه فیلم و سریال و تئاتر شبکه ۲ سیمای جمهوری اسلامی ایران
- سال تولید: ۱۳۷۲